# Espaço tridimensional

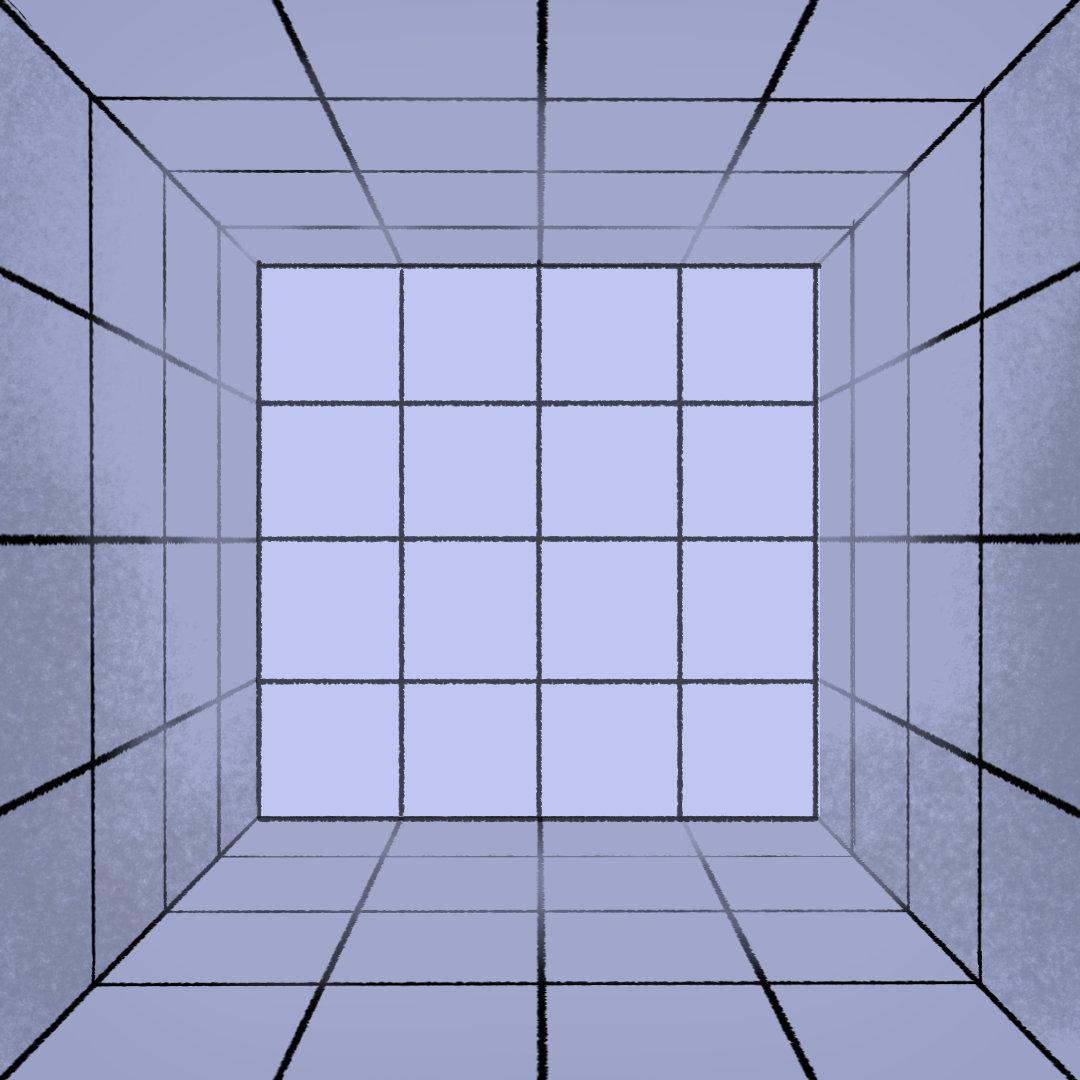
Uma imagem que produz a sensação visual de um cenário tridimensional.

A Geometria descritiva resolveu os problemas do espaço através da linguagem gráfica enquanto a Geometria analítica tridimensional usou a matemática.

O tri-eixo cartesiano (geometria analítica tridimensional) é um ícone do espaço tridimensional.

O espaço tridimensional,[nota 1] de acordo com a linguística, é aquele que pode ser definido como tendo três dimensões (altura, profundidade e largura), o que na prática indica relevo. Os povos da antiguidade trabalhavam com formas volumétricas, mas o estudo metódico do tema pode ser encontrado nos livros de Euclides que também trabalhava com o tridimensional quando estudava os sólidos (embora a geometria euclidiana se dedique a geometria plana que inclui o espaço euclidiano).  
A geometria analítica tridimensional e a geometria descritiva trataram do espaço tridimensional de maneiras diferentes, mas com conteúdo aproximado, a primeira usou a linguagem algébrica e a segunda a geométrica.

## Terceira dimensão
Com o surgimento da terceira dimensão, alguns problemas geométricos que não existiam no bidimensional passaram a ser estudados, como:
- distância entre planos paralelos,
- distância entre retas reversas,
- cálculo de volumes,
- elaboração de sistemas projetivos[nota 2] etc.[4]

## Física clássica
A física newtoniana se baseia no espaço tridimensional. Como consequências teóricas têm-se:
- o espaço é absoluto,
- o tempo é absoluto,
- o movimento é absoluto,
- intervalos de tempo são por toda a parte idênticos, sob todas as condições,
- as dimensões dos corpos rígidos são independentes do estado de repouso ou movimento,
- os axiomas de Euclides permanecem verdadeiros para todo Universo
- a gravitação é devida a uma atração entre os corpos,
- raios de luz propagam-se em linha reta etc.

## Ambiente virtual tridimensional
Na informática, o "espaço virtual tridimensional" ou "ambiente virtual 3D", é um ambiente/espaço criado usando técnicas computacionais na tentativa de simular um ambiente real, como a técnica da realidade virtual (RV), uma representação mais próxima do mundo real do que uma imagem com duas dimensões (altura e largura); é apresentado ao usuário em um dispositivo tecnológico um ambiente virtual em três dimensões que possui recursos que dão a sensação de profundidade, onde o usuário pode mover-se através dele, passando uma sensação de presença real (simulação da realidade).